# Вірні друзі
«Вірні друзі» (рос. «Верные друзья») —  радянська кінокомедія Михайла Калатозова за однойменною книгою Олександра Галича, випущена 1954 року.

## Сюжет
Фільм про подорож, розпочату трьома вірними друзями середньої вгодованості й середніх років. Колись давно на одній з московських околиць жили три товариші: Сашка — «Котячий пан», Борька — «Чижик» і Васька — «Індик». Плаваючи на старенькому човнику по Яузі і фантазуючи про мандрівку по великій річці, вони присяглися один одному колись зустрітися і здійснити свою мрію. Минули роки. Чижик став відомим московським хірургом Чижовим, Сашка — професором-тваринником Лапіним, Васька — академіком архітектури Нестратовим, що працював на будівництві перших висоток радянської столиці. Згадавши про дану давно один одному обіцянку, вірні друзі вирушають на дерев'яному плоту вниз по річці і зазнають безліч пригод.

## У ролях
- Олександр Борисов —  Олександр Федорович Лапін, професор, директор експериментального інституту тваринництва
- Борис Чирков —  Борис Петрович Чижов, хірург
- Василь Меркур'єв —  Василь Васильович Нестратов, академік архітектури
- Олексій Грибов —  Віталій Григорович Нехода, начальник будівництва
- Віра Вольська — Сімочка, секретарка Нестратова  (немає в титрах)
- Людмила Геника —  Машенька, лікарка з Осокіна
- Георгій Георгіу —  референт Нестратова  (в титрах Г. Георгеу)
- Лілія Гриценко —  Наталія Сергіївна Калініна, тваринниця
- Георгій Гумільовський —  продавець взуття (немає в титрах)
- Володимир Лепко —  пасажир теплохода (немає в титрах)
- Клавдія Козленкова —  медсестра
- Олександр Жуков — дід на баржі (озвучує Георгій Віцин)
- Іван Косих —  хлопець на баржі
- Олександр Лебедєв —  веселий матрос з «Єрмака»  (дебют у кіно)
- Володимир Андреєв —  комсомолець
- Юрій Леонідов —  матрос, делегат від клубу водників
- Василь Корнуков —  матрос, делегат від клубу водників
- Олексій Покровський —  дільничний міліціонер
- Михайло Пуговкін —  завідувач клубу водників, конферансьє
- Володимир Ратомський —  літній матрос на баржі  (в титрах В. Ротомський)
- Олена Савицька —  пасажирка теплохода  (немає в титрах)
- Юрій Саранцев —  Серьожа, старпом «Єрмака»
- Микола Сморчков —  Олексій Мазаєв, секретар комсомольської організації
- Костянтин Нассонов —  генерал Ісаченко
- Олексій Дудоров — заступник Неходи
- Людмила Шагалова —  Катя Синцова, технік-будівельник
- Сергій Юртайкин —  комсомолець
- Георгій Светлані —  епізод
- Олександра Денисова —  мати Васьки  (немає в титрах)
- Гавриїл Бєлов —  старий на баржі
- Алевтина Рум'янцева —  Марина, дівчина на баржі  (немає в титрах)
- Маргарита Жарова —  секретарка Неходи  (немає в титрах)
- Костянтин Тиртов —  лікар  (немає в титрах)
- Серафима Холіна —  епізод
- Валерій Дуров —  епізод
- Б. Жаворонков —  епізод
- В. Бутиліна —  епізод
- М. Смирнов —  епізод
- Георгій Будара —  глядач  (немає в титрах)
- Всеволод Санаєв —  відвідувач Неходи  (епізод)
- Віра Бурлакова — епізод